# Gustav Rose
Gustav Rose, född 18 mars 1798 i Berlin, död där 15 juli 1873, var en tysk mineralog, professor; son till Valentin Rose d.y., bror till Heinrich Rose, far till filologen Valentin Rose.
Rose ägnade sig först åt bergsmannabanan, men övergick till mineralogi och geologi. År 1821 arbetade han i Jöns Jacob Berzelius laboratorium i Stockholm, blev 1822 föreståndare för Berlins mineralsamling och 1826 professor i Berlin. Han gjorde i sällskap med Alexander von Humboldt och Christian Gottfried Ehrenberg 1829 en resa till Uralbergen, Altaj och Kaspiska havet, om vilken han utgav en utförlig berättelse. Rose utförde ett stort antal mineralogiska, kristallografiska och petrografiska undersökningar.